# Parentis-en-Born
Pour les articles homonymes, voir Parentis et Born.
Parentis-en-Born (prononcé [paʁɑ̃tis ɑ̃ bɔʁn] ; Parentís, en occitan) est une commune du Sud-Ouest de la France, située dans le département des Landes, en région Nouvelle-Aquitaine.
Parentis-en-Born est la troisième ville la plus importante du Pays de Born après Mimizan et Biscarrosse. Elle s’étend sur 11 155 hectares à l’est du lac de Parentis-Biscarrosse, le deuxième des Landes par sa superficie (3 540 ha).

## Géographie

### Localisation
La commune de Parentis en Born se situe au nord du département des Landes. Elle est limitrophe du département de la Gironde en un point. Au cœur de la forêt des Landes de Gascogne, elle borde le grand lac de Biscarrosse-Parentis.
Ce chef-lieu de canton se trouve à 20 minutes de l'océan Atlantique, à 30 minutes de La Teste-de-Buch, à une heure de Bordeaux et de Mont-de-Marsan.

### Communes limitrophes
Les communes limitrophes sont  Biscarrosse, Gastes, Lugos, Lüe, Pontenx-les-Forges, Saint-Paul-en-Born, Sainte-Eulalie-en-Born, Sanguinet et Ychoux.
| Biscarrosse                                                       |                    | Sanguinet, Lugos (Gironde), (par un quinquepoint) |
| Gastes                                                            | Parentis-en-Born   | Ychoux                                            |
| Sainte-Eulalie-en-Born, Saint-Paul-en-Born, (par un quinquepoint) | Pontenx-les-Forges | Luë                                               |

### Climat
Pour des articles plus généraux, voir Climat de la Nouvelle-Aquitaine et Climat des Landes.
Historiquement, la commune est exposée à un climat océanique aquitain.  
En 2020, Météo-France publie une typologie des climats de la France métropolitaine dans laquelle la commune est exposée à un climat océanique et est dans la région climatique  Littoral charentais et aquitain, caractérisée par une pluviométrie élevée en automne et en hiver, un bon ensoleillement, des hiver doux (6,5 °C), soumis à la brise de mer.
Pour la période 1971-2000, la température annuelle moyenne est de 13,3 °C, avec une amplitude thermique annuelle de 13,8 °C. Le cumul annuel moyen de précipitations est de 1 047 mm, avec 12,7 jours de précipitations en janvier et 7,2 jours en juillet. Pour la période 1991-2020, la température moyenne annuelle observée sur la station météorologique la plus proche, située sur la commune de Biscarrosse à 9 km à vol d'oiseau, est de 14,6 °C et le cumul annuel moyen de précipitations est de 851,5 mm,. Pour l'avenir, les paramètres climatiques de la commune estimés pour 2050 selon différents scénarios d’émission de gaz à effet de serre sont consultables sur un site dédié publié par Météo-France en novembre 2022.

## Urbanisme

### Typologie
Au 1er janvier 2024, Parentis-en-Born est catégorisée petite ville, selon la nouvelle grille communale de densité à sept niveaux définie par l'Insee en 2022.
Elle appartient à l'unité urbaine de Parentis-en-Born, une unité urbaine monocommunale constituant une ville isolée,. Par ailleurs la commune fait partie de l'aire d'attraction de Biscarrosse, dont elle est une commune du pôle principal,. Cette aire, qui regroupe 7 communes, est catégorisée dans les aires de moins de 50 000 habitants,.
La commune, bordée par un plan d’eau intérieur d’une superficie supérieure à 1 000 hectares, le lac de Biscarrosse et de Parentis, est également une commune littorale au sens de la loi du 3 janvier 1986, dite loi littoral. Des dispositions spécifiques d’urbanisme s’y appliquent dès lors afin de préserver les espaces naturels, les sites, les paysages et l’équilibre écologique du littoral, tel le principe d'inconstructibilité, en dehors des espaces urbanisés, sur la bande littorale des 100 mètres, ou plus si le plan local d’urbanisme le prévoit.

### Occupation des sols

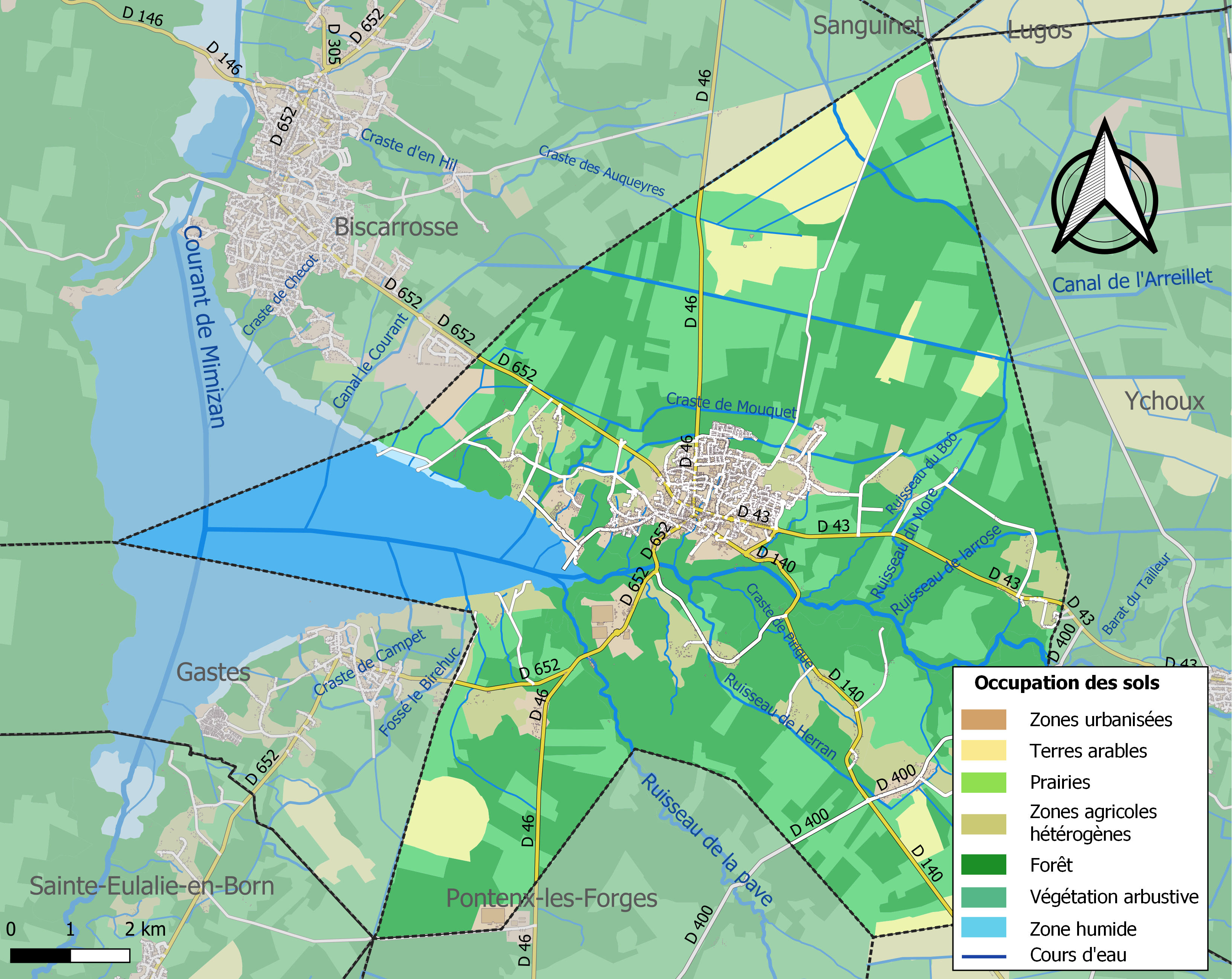
Carte des infrastructures et de l'occupation des sols de la commune en 2018 (CLC).

L'occupation des sols de la commune, telle qu'elle ressort de la base de données européenne d’occupation biophysique des sols Corine Land Cover (CLC), est marquée par l'importance des forêts et milieux semi-naturels (70,5 % en 2018), en diminution par rapport à 1990 (77,7 %). La répartition détaillée en 2018 est la suivante : forêts (41,5 %), milieux à végétation arbustive et/ou herbacée (29 %), eaux continentales (9,1 %), terres arables (7,5 %), zones agricoles hétérogènes (6,6 %), zones urbanisées (3,7 %), zones industrielles ou commerciales et réseaux de communication (1,9 %), espaces verts artificialisés, non agricoles (0,4 %), zones humides intérieures (0,2 %). L'évolution de l’occupation des sols de la commune et de ses infrastructures peut être observée sur les différentes représentations cartographiques du territoire : la carte de Cassini (XVIIIe siècle), la carte d'état-major (1820-1866) et les cartes ou photos aériennes de l'IGN pour la période actuelle (1950 à aujourd'hui).

### Voies de communication et transports
Le chemin de Compostelle et la véloroute de 1 200 km passent par la commune de Parentis-en-Born,.

#### Voies
| 250 odonymes recensés à Parentis-en-Born au 18 janvier 2014 | 250 odonymes recensés à Parentis-en-Born au 18 janvier 2014 | 250 odonymes recensés à Parentis-en-Born au 18 janvier 2014 | 250 odonymes recensés à Parentis-en-Born au 18 janvier 2014 | 250 odonymes recensés à Parentis-en-Born au 18 janvier 2014 | 250 odonymes recensés à Parentis-en-Born au 18 janvier 2014 | 250 odonymes recensés à Parentis-en-Born au 18 janvier 2014 | 250 odonymes recensés à Parentis-en-Born au 18 janvier 2014 | 250 odonymes recensés à Parentis-en-Born au 18 janvier 2014 | 250 odonymes recensés à Parentis-en-Born au 18 janvier 2014 | 250 odonymes recensés à Parentis-en-Born au 18 janvier 2014 | 250 odonymes recensés à Parentis-en-Born au 18 janvier 2014 | 250 odonymes recensés à Parentis-en-Born au 18 janvier 2014 | 250 odonymes recensés à Parentis-en-Born au 18 janvier 2014 | 250 odonymes recensés à Parentis-en-Born au 18 janvier 2014 | 250 odonymes recensés à Parentis-en-Born au 18 janvier 2014 |
| Allée                                                       | Avenue                                                      | Bld                                                         | Chemin                                                      | Cité                                                        | Impasse                                                     | Passage                                                     | Place                                                       | Quai                                                        | Rd-point                                                    | Route                                                       | Rue                                                         | Square                                                      | Villa                                                       | Autres                                                      | Total                                                       |
| ----------------------------------------------------------- | ----------------------------------------------------------- | ----------------------------------------------------------- | ----------------------------------------------------------- | ----------------------------------------------------------- | ----------------------------------------------------------- | ----------------------------------------------------------- | ----------------------------------------------------------- | ----------------------------------------------------------- | ----------------------------------------------------------- | ----------------------------------------------------------- | ----------------------------------------------------------- | ----------------------------------------------------------- | ----------------------------------------------------------- | ----------------------------------------------------------- | ----------------------------------------------------------- |
| 12                                                          | 27                                                          | 0                                                           | 45                                                          | 0                                                           | 23                                                          | 0                                                           | 9                                                           | 0                                                           | 0                                                           | 34                                                          | 67                                                          | 3                                                           | 0                                                           | 40                                                          | 250                                                         |
| Notes « N »                                                 | Notes « N »                                                 | 1. 2. 3. 4. 5.                                              | 1. 2. 3. 4. 5.                                              | 1. 2. 3. 4. 5.                                              | 1. 2. 3. 4. 5.                                              | 1. 2. 3. 4. 5.                                              | 1. 2. 3. 4. 5.                                              | 1. 2. 3. 4. 5.                                              | 1. 2. 3. 4. 5.                                              | 1. 2. 3. 4. 5.                                              | 1. 2. 3. 4. 5.                                              | 1. 2. 3. 4. 5.                                              | 1. 2. 3. 4. 5.                                              | 1. 2. 3. 4. 5.                                              | 1. 2. 3. 4. 5.                                              |
| Sources : rue-ville.info & OpenStreetMap                    |                                                             |                                                             |                                                             |                                                             |                                                             |                                                             |                                                             |                                                             |                                                             |                                                             |                                                             |                                                             |                                                             |                                                             |                                                             |

### Risques majeurs
Le territoire de la commune de Parentis-en-Born est vulnérable à différents aléas naturels : météorologiques (tempête, orage, neige, grand froid, canicule ou sécheresse), feux de forêts, mouvements de terrains et séisme (sismicité très faible). Il est également exposé à deux risques technologiques, le risque industriel et le transport de matières dangereuses, et à un risque particulier : le risque de radon. Un site publié par le BRGM permet d'évaluer simplement et rapidement les risques d'un bien localisé soit par son adresse soit par le numéro de sa parcelle.

#### Risques naturels
Parentis-en-Born est exposée au risque de feu de forêt. Depuis le 20 avril 2016, les départements de la Gironde, des Landes et de Lot-et-Garonne disposent d’un règlement interdépartemental de protection de la forêt contre les incendies. Ce règlement vise à mieux prévenir les incendies de forêt, à faciliter les interventions des services et à limiter les conséquences, que ce soit par le débroussaillement, la limitation de l’apport du feu ou la réglementation des activités en forêt. Il définit en particulier cinq niveaux de vigilance croissants auxquels sont associés différentes mesures,.
Les mouvements de terrains susceptibles de se produire sur la commune sont des tassements différentiels.

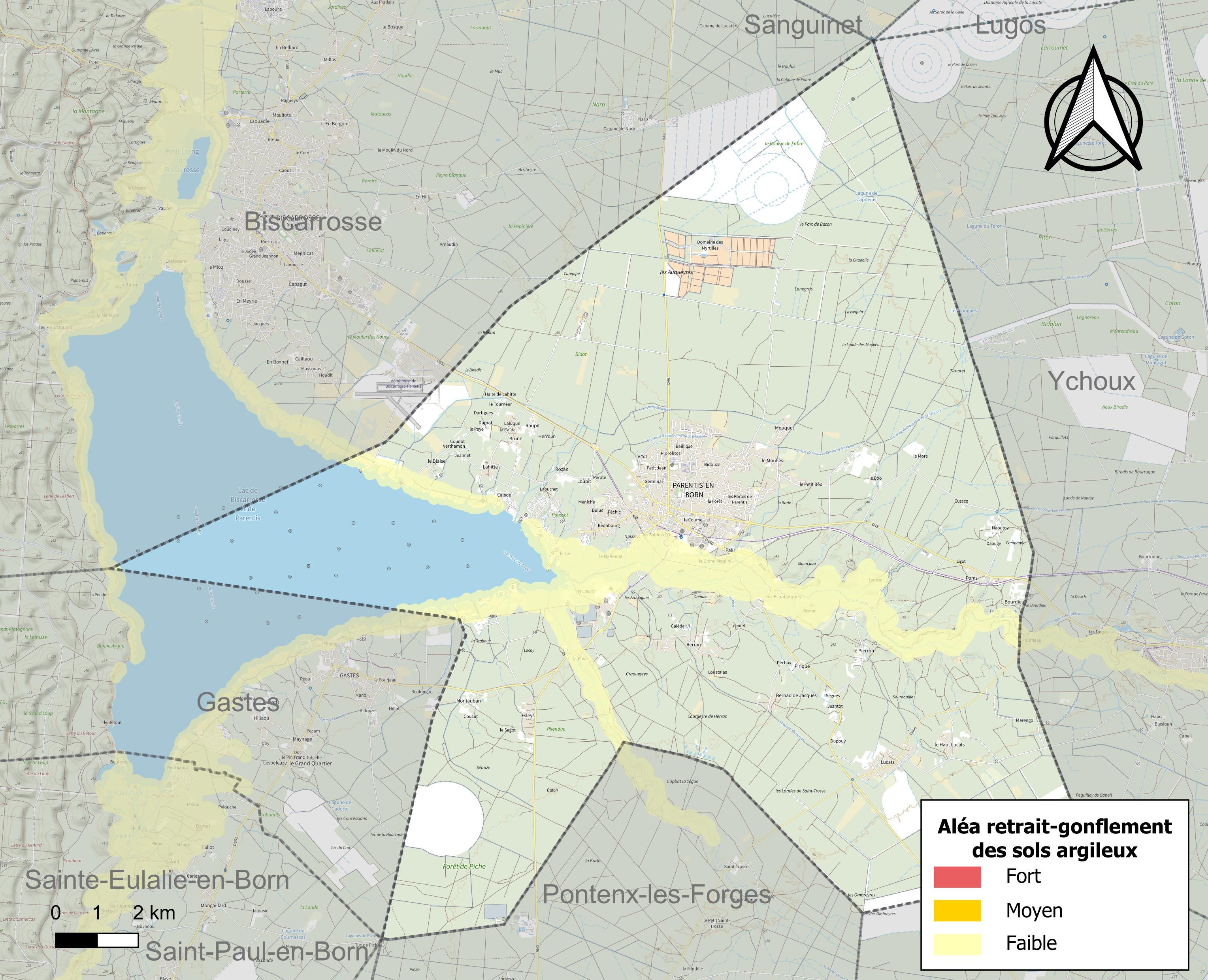
Carte des zones d'aléa retrait-gonflement des sols argileux de Parentis-en-Born.

Le retrait-gonflement des sols argileux est susceptible d'engendrer des dommages importants aux bâtiments en cas d’alternance de périodes de sécheresse et de pluie. Aucune partie du territoire de la commune n'est en aléa moyen ou fort (19,2 % au niveau départemental et 48,5 % au niveau national). Sur les 2 769 bâtiments dénombrés sur la commune en 2019, aucun n'est en aléa moyen ou fort, à comparer aux 17 % au niveau départemental et 54 % au niveau national. Une cartographie de l'exposition du territoire national au retrait gonflement des sols argileux est disponible sur le site du BRGM,.
La commune a été reconnue en état de catastrophe naturelle au titre des dommages causés par les inondations et coulées de boue survenues en 1983, 1999, 2003, 2009, 2013 et 2020 et au titre des inondations par remontée de nappe en 2013 et par des mouvements de terrain en 1983 et 1999

#### Risques technologiques
La commune est exposée au risque industriel du fait de la présence sur son territoire d'une entreprise soumise à la directive européenne SEVESO, classée seuil haut : VERMILION REP S.A.S. (notamment pour le stockage de produits inflammables ou dangereux pour l'environnement aquatique).
Le risque de transport de matières dangereuses sur la commune est lié à sa traversée par une ou des infrastructures routières ou ferroviaires importantes ou la présence d'une canalisation de transport d'hydrocarbures. Un accident se produisant sur de telles infrastructures est susceptible d’avoir des effets graves sur les biens, les personnes ou l'environnement, selon la nature du matériau transporté. Des dispositions d’urbanisme peuvent être préconisées en conséquence.

#### Risque particulier
Dans plusieurs parties du territoire national, le radon, accumulé dans certains logements ou autres locaux, peut constituer une source significative d’exposition de la population aux rayonnements ionisants. Selon la classification de 2018, la commune de Parentis-en-Born est classée en zone 2, à savoir zone à potentiel radon faible mais sur lesquelles des facteurs géologiques particuliers peuvent faciliter le transfert du radon vers les bâtiments.

## Histoire

### Première Guerre mondiale
Les Alliés de la Première Guerre mondiale (France, Canada, Grande-Bretagne et États-Unis) mobilisent des unités militaires spéciales chargées d'approvisionner le front en bois d'œuvre. Le massif forestier des Landes de Gascogne devient la plus importante ressource de cette stratégie. En août 1917, le dispositif forestier canadien, jusque-là implanté autour du bassin d'Arcachon, commence son déploiement vers le département des Landes. La commune de Parentis-en-Born voit l'arrivée d'un détachement de la 48e compagnie du Corps forestier canadien, composé de francophones originaires d'Acadie. L'absence de barrière de la langue facilite les échanges. Dans un premier temps, le découpage administratif français n'est pas conservé, les exploitations du nord des Landes sont incorporées au 12e District basé dans le département voisin de la Gironde, avant que ne soit créé le 4e District dans les Landes.
Le gros des effectifs canadiens arrive dans la commune en février 1918. Trois sites d'exploitation sont ouverts sur le territoire de Parentis-en-Born : « La Hitte », « Le Narp » et « Esleys », avec l'implantation de trois scieries. Huit compagnies du Corps forestier canadien, soit entre 1 500 et 1 800 hommes, sont déployées sur la commune. En mars 1918, l'abattage des pins maritimes commence. En septembre de la même année, la pose de plus de 15 km de voie ferrée du constructeur Decauville est achevée à « La Hitte » vers les exploitations aux limites de la commune de Sanguinet.
Le 5 septembre 1918, des départs de feux ravagent la pinède. Ces incendies de forêt de grande envergure se déclenchent de plusieurs endroits et durent trois jours. Tout disparaît entre Parentis-en-Born, Pontenx-les-Forges et Labouheyre. Le feu remonte vers la Gironde jusqu'à Mios, détruisant des milliers d'hectares de pins. Des coupes forestières des unités canadiennes et américaines ainsi que la présence de plans d'eau à Parentis, Biscarrosse et Sanguinet permettent de stopper l'avancée du feu. La population locale prête main-forte aux soldats canadiens et américains pour lutter contre l'incendie.
Durant ce conflit, la plupart des unités sont encore hippomobiles. Le commandement canadien ordonne la création de plusieurs formations ayant la charge de s'occuper des chevaux de trait de la race Suffolk Punch et un hôpital vétérinaire stationnaire est créé à Parentis-en-Born. Le Corps forestier canadien reste présent dans la commune jusqu'en mars 1919, date du départ de la majorité des troupes du Groupe de Bordeaux.

### Industrie pétrolière
En avril 1951, quelques géophysiciens auscultent le sol jusqu’à 3 000 et 4 000 m de profondeur. Deux ans plus tard, M. Farando de la compagnie générale de géophysique affirme : « S’il n’y a pas de pétrole ici, il n’y en aura nulle part. ».
C’est alors que Parentis devient « Pays de l’or noir » avec les gisements de pétrole les plus importants de France mis au jour le 22 mars 1954. Le pétrole de Parentis-en-Born était un bon cru car fluide et ne nécessitant qu’un raffinage modéré. Ici naissaient les premiers forages lacustres d’Europe.

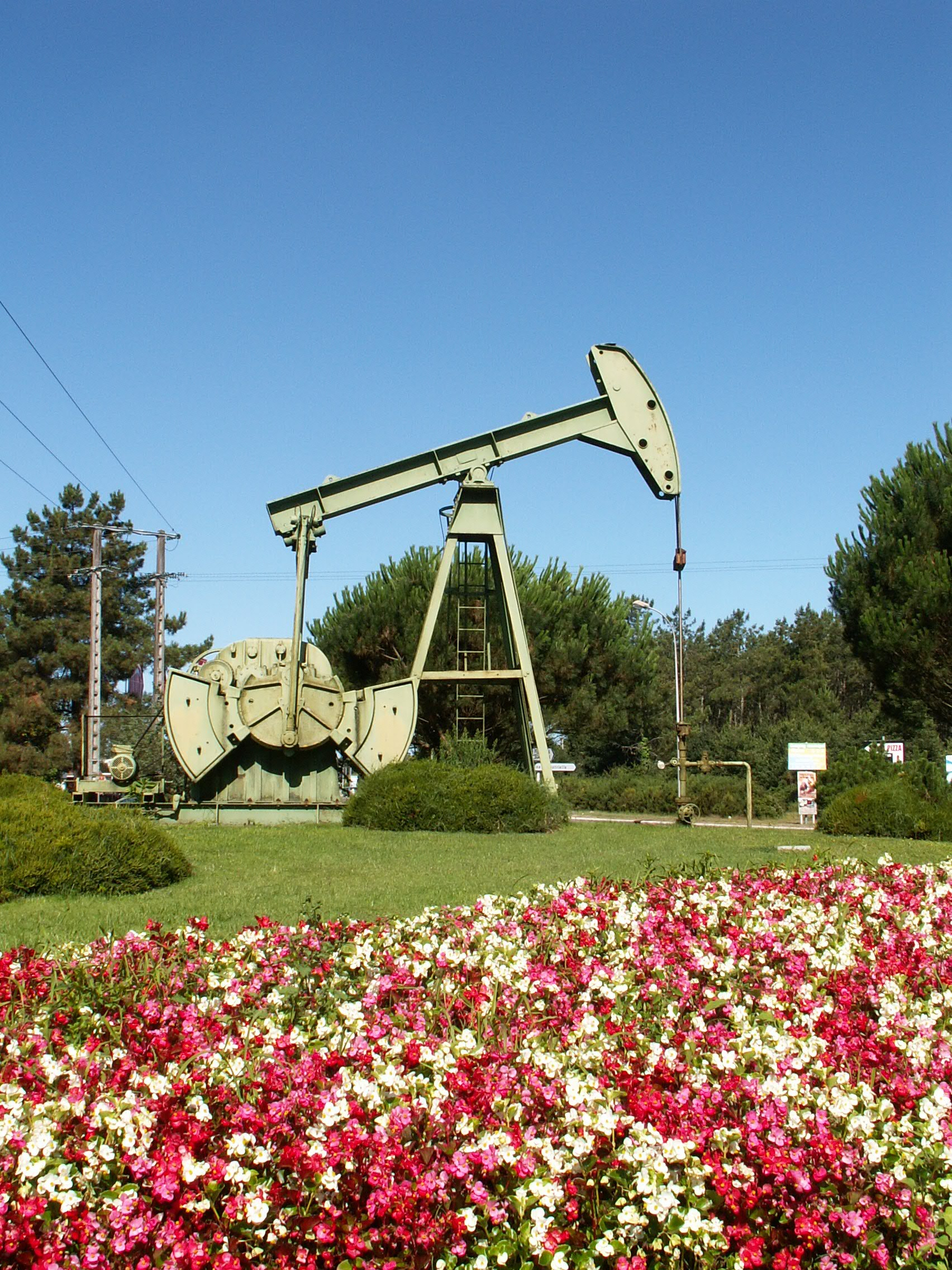
Ancien instrument de pompage.

Les paysages du far-west landais s’estompèrent avec le départ des impressionnants derricks servant à puiser le pétrole. Les pompes à balancier (selon illustration), quant à elles, poursuivent leur mission sur les plates-formes aux abords du lac.
Il s’agit là d’un représentant de son espèce, devenue symbole de l’histoire de Parentis-en-Born qui trône depuis 1993 à l’entrée de la ville, souveraine à tête de cheval pesant tout de même 2 tonnes.

## Politique et administration

### Liste des maires
| Période      | Période                      | Identité               | Étiquette             | Qualité |
| ------------ | ---------------------------- | ---------------------- | --------------------- | --- |
| 1793         | 1796                         | Jean Gibielle          |                       | |
| 1796         | 1797                         | Nicolas Lambert        |                       | |
| 1798         | 1799                         | Étienne Domade         |                       | |
| 1800         | 1807                         | Jean Fleury            |                       | Ancien procureur national de la commune                                                                                       |
| 1807         | 1814                         | Nicolas Sabatié        |                       | Notaire et ancien juge de paix                                                                                                |
| 1814         | 1821                         | Simon Sabatié          |                       | Notaire |
| 1821         | 1826                         | Jean Alexis Fleury     |                       | |
| 1826         | 1831                         | Jean Darmuzey          |                       | |
| 1831         | 1833                         | Pierre Dalis           |                       | |
| 1833         | 1849                         | Jean Darmuzey          |                       | |
| 1849         | 1854                         | Jean Marsan            |                       | |
| 1854         | 1865                         | Jean Darmuzey (fils)   |                       | |
| 1865         | 1870                         | Jean-Hippolyte Gamet   |                       | |
| 1870         | 1871                         | Simon Beaurredon       |                       | |
| 1871         | 1871                         | Jean-Adolphe Dubruil   |                       | |
| 1871         | 1902                         | Jean-Léopold Darmuzey  | Républicain           | Notaire Conseiller général de Parentis-en-Born (1881 → 1902) Chevalier de la Légion d'honneur                                 |
| 1902         | 1919                         | Jean-Maurice Darmuzey  | Républicain           | Notaire Conseiller général de Parentis-en-Born (1902 → 1919)                                                                  |
| 1919         | 1945                         | Roland Portalier       | PRS-Rad.              | Hôtelier Conseiller général de Parentis-en-Born (1922 → 1940)                                                                 |
| 1945         | mars 1965                    | Henri Mirtin           | DVG                   | Docteur en médecine Conseiller général de Parentis-en-Born (1945 → 1964)                                                      |
| mars 1965    | mars 1989                    | André Mirtin           | DVG puis UDR puis RPR | Médecin Député des Landes (1re circ.) (1968 → 1973) Conseiller général de Parentis-en-Born (1964 → 1982)                      |
| mars 1989    | mars 2008                    | Paul Grimberg          | PS                    | Employé du centre d'essais des Landes Conseiller général de Parentis-en-Born (1994 → 2008)                                    |
| mars 2008    | juillet 2020                 | Christian Ernandorena, | UMP-LR                | Ancien professeur d'histoire-géographie 4e vice-président de la CC des Grands Lacs (2014 → 2020)                              |
| juillet 2020 | En cours (au 4 juillet 2020) | Marie-Françoise Nadau  | LR                    | Pharmacienne Conseillère régionale de Nouvelle-Aquitaine (2015 → 2021) 1re vice-présidente de la CC des Grands Lacs (2020 → ) |

## Démographie
L'évolution du nombre d'habitants est connue à travers les recensements de la population effectués dans la commune depuis 1793. Pour les communes de moins de 10 000 habitants, une enquête de recensement portant sur toute la population est réalisée tous les cinq ans, les populations de référence des années intermédiaires étant quant à elles estimées par interpolation ou extrapolation. Pour la commune, le premier recensement exhaustif entrant dans le cadre du nouveau dispositif a été réalisé en 2006.

En 2022, la commune comptait 7 463 habitants, en évolution de +22,46 % par rapport à 2016 (Landes : +5,78 %, France hors Mayotte : +2,11 %).
| 1793  | 1800  | 1806  | 1821  | 1831  | 1836  | 1841  | 1846  | 1851  |
| ----- | ----- | ----- | ----- | ----- | ----- | ----- | ----- | ----- |
| 1 453 | 1 440 | 1 181 | 1 604 | 1 735 | 1 740 | 1 788 | 1 918 | 1 946 |

| 1856  | 1861  | 1866  | 1872  | 1876  | 1881  | 1886  | 1891  | 1896  |
| ----- | ----- | ----- | ----- | ----- | ----- | ----- | ----- | ----- |
| 2 030 | 2 049 | 2 028 | 1 966 | 1 921 | 1 814 | 1 930 | 1 941 | 1 964 |

| 1901  | 1906  | 1911  | 1921  | 1926  | 1931  | 1936  | 1946  | 1954  |
| ----- | ----- | ----- | ----- | ----- | ----- | ----- | ----- | ----- |
| 2 075 | 2 147 | 2 165 | 1 948 | 1 908 | 1 824 | 1 785 | 1 855 | 2 159 |

| 1962  | 1968  | 1975  | 1982  | 1990  | 1999  | 2006  | 2011  | 2016  |
| ----- | ----- | ----- | ----- | ----- | ----- | ----- | ----- | ----- |
| 2 490 | 3 769 | 4 036 | 4 076 | 4 056 | 4 429 | 4 953 | 5 421 | 6 094 |

| 2021  | 2022  | - | - | - | - | - | - | - |
| ----- | ----- | - | - | - | - | - | - | - |
| 7 195 | 7 463 | - | - | - | - | - | - | - |

En 2015, la commune compte 3340 logements pour 2603 ménages avec 77,9 % de résidences principales.

## Économie et société

### Vie économique
En 2010, Parentis dénombrait 212 entreprises dont 9 de plus de 10 salariés[réf. nécessaire].
Parentis-en-Born a une économie traditionnellement forestière (scieries, exploitation de forêts...). L'usine CECA qui élabore du charbon actif en est le principal exemple.
La ville compte également l'une des cinq bases opérationnelles de l'Agence intervention Landes d'Enedis.
Au niveau agricole, Parentis possède le plus grand domaine français de culture de la myrtille.
Parentis possède un gisement d'hydrocarbure, découvert en mars 1954, qui est aujourd'hui exploité par la Société Vermilion REP SAS, filiale du groupe canadien Vermilion Energy Trust. Depuis le printemps 1959, le pétrole brut de Parentis est traité, en majeure partie, dans une raffinerie installée au Bec d'Ambès, près de Bordeaux.
Cette petite ville landaise se tourne désormais vers le tourisme puisqu'elle dispose d'arguments de choix : lac, forêt, féria...

### Vie éducative, sociale et culturelle
La commune compte un réseau scolaire constitué comme suit :
- une école maternelle et une école primaire ;
- un collège - lycée et un lycée professionnel réunis au sein d'un même site, la cité scolaire Saint-Exupéry[40].

Trois structures de la petite enfance, deux d'accueil de loisirs, un espace jeunes et un point informations Jeunesse.
Un établissement d'hébergement pour personnes âgées dépendantes (EHPAD), un service de téléalarme, un service de portage des repas, une boutique de la famille, un centre soins à domicile.
20 clubs sportifs, une école de voile et une école multisports.
Une bibliothèque, un orchestre de la Ville, une école de musique et de nombreuses associations culturelles.

## Sports

### Rugby à XV
Le Parentis sports qui fusionne en 2020 avec la Jeunesse sportive de Labouheyre sous le nom de Rugby club Nord Landes, engagé en championnat de France de rugby à XV de 3e division fédérale 2020-2021.

## Culture locale et patrimoine

### Lieux et monuments
- L'église Saint-Pierre de Parentis-en-Born du XVe siècle et son christ en bois de chêne (classé).
- Le lac (port de plaisance, plates-formes pétrolières, club de voile, plages surveillées, campings...).
- Les arènes Roland-Portalier inaugurées en 1927 et emblème de la tradition taurine parentissoise. La ville est membre du l'Union des villes taurines françaises.

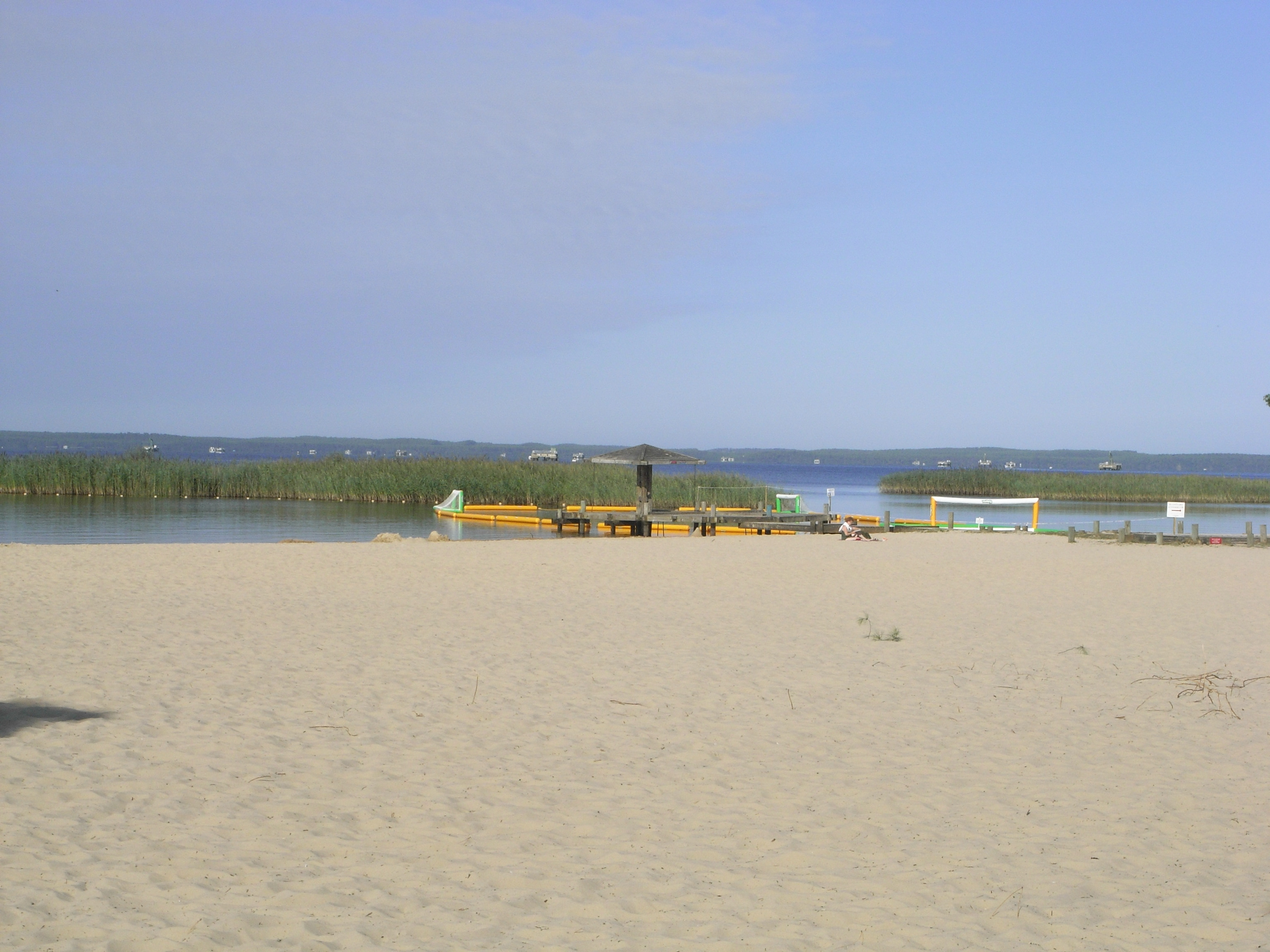
La plage et le lac.
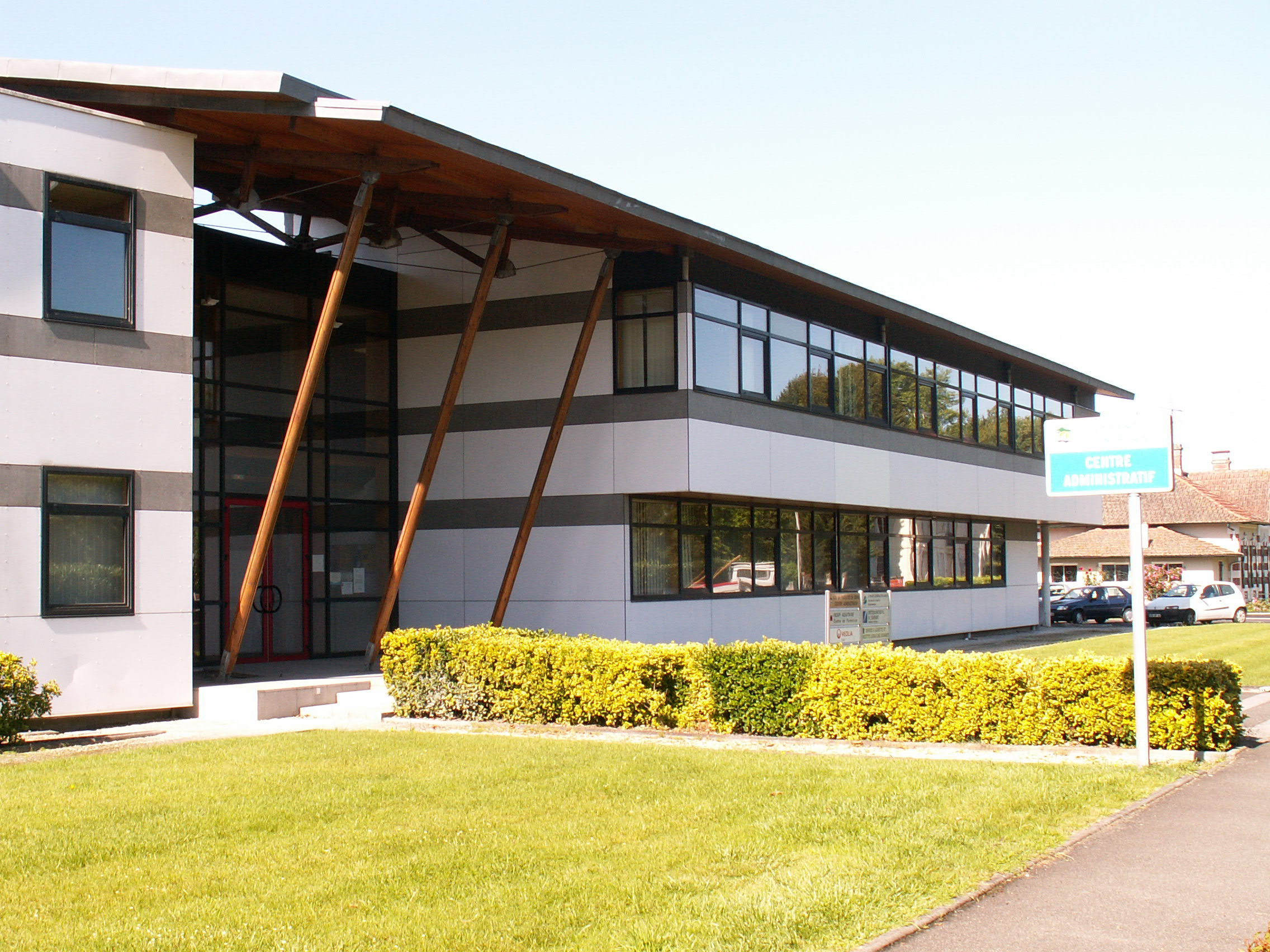
Centre administratif.
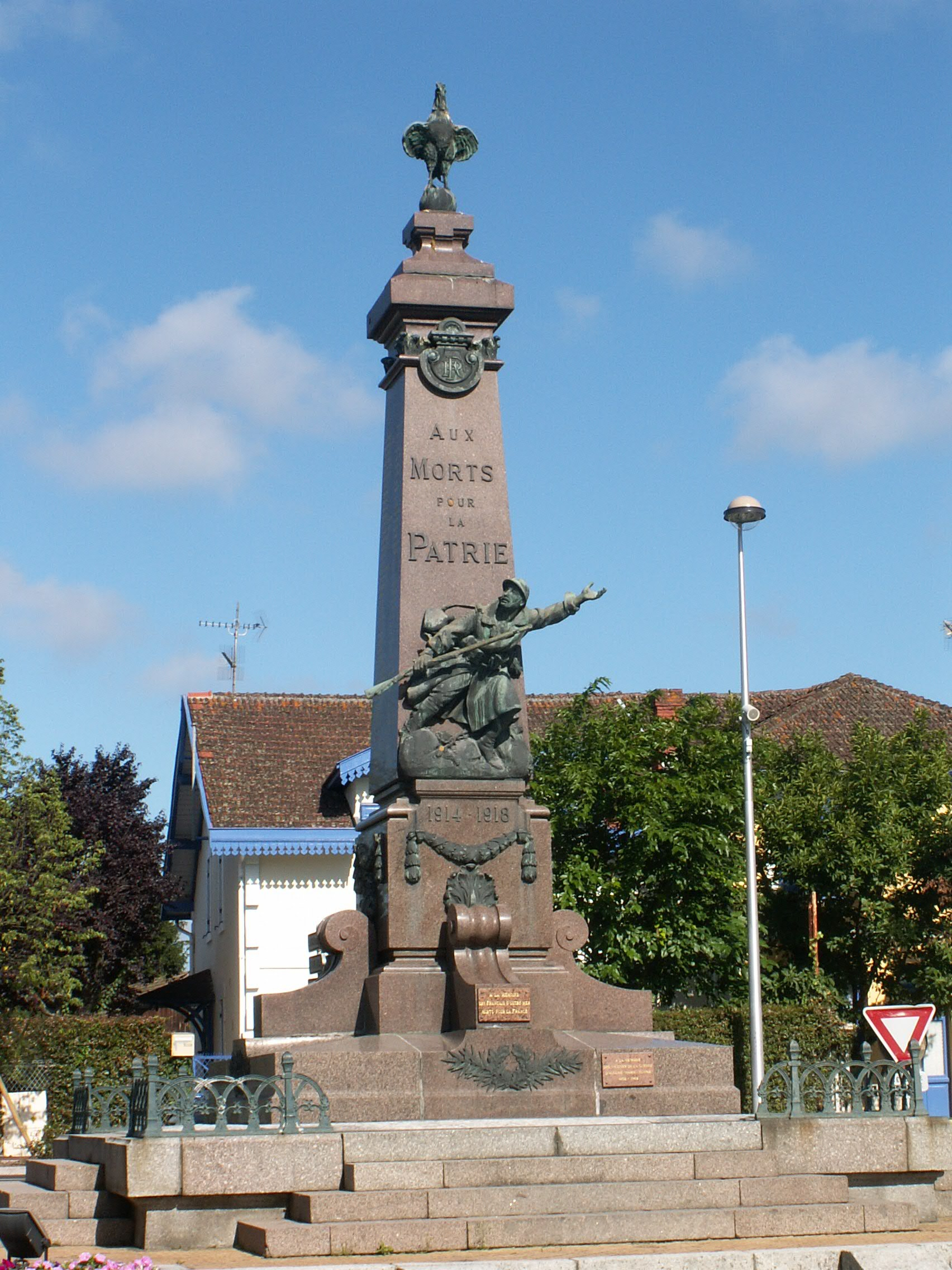
Monument aux morts.
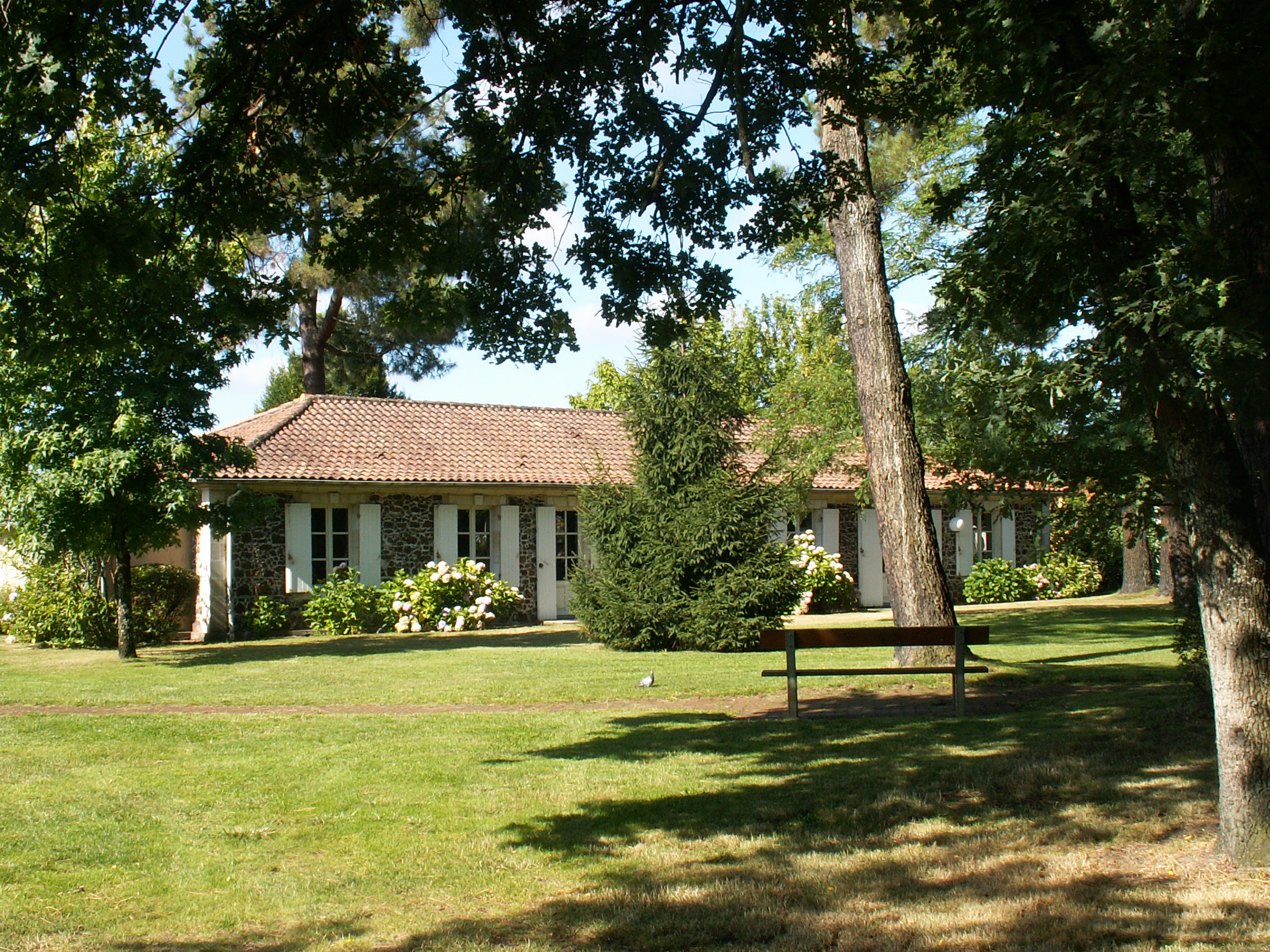
Bibliothèque municipale.

### Personnalités liées à la commune
- Clément Laporte, international des moins de 20 ans de rugby, champion du monde dans cette catégorie a été formé à Parentis-en-Born[41].
- Baptiste Serin jouant au Rugby Club Toulonnais et international français.
- Simon Corbi, dit "El Corbinho", clown de corrida. À sa grande époque, El Corbinho faisait se lever les foules et était bien souvent plus connu que le torero. Il aurait tué un taureau à force de le faire tourner en bourrique. La pauvre bête serait morte d'épuisement !
- Antoine de Saint-Exupéry aimait séjourner à Parentis quand il venait sur la base Latécoère de Biscarrosse.

« Un jour, avec Guillaumet, je me suis rendu à Parentis. Je n'ai jamais vu autant d'abeilles sur les fleurs et les bruyères et je me suis dit : voilà un village où la vie s'écoule comme du miel. » - Saint-Exupéry.
- Aurelie Bonnan, internationale de basket féminin.

### Héraldique
| Blason | Blasonnement : De sinople à la croix de Malte d'argent chargée en cœur d'un besant d'or et sommée d'une couronne royale du même, soutenue de trois trangles ondées alésées d'azur, à l'inscription ILLIUS PARENTIS ORA en lettres capitales de sable bordant la pointe de l'écu. Commentaires : La couleur verte de ce blason représentant la forêt, le bleu pour le lac et les vagues représentent, quant à elles, les nefs de l'église. |